# Robert Lopez
Robert Lopez is een Amerikaanse musical-componist, bekend van onder andere The Book of Mormon en Avenue Q. Ook schreef hij de liedjes voor de films Frozen en Coco. Hij is een van de slechts eenentwintig mensen die zowel een Emmy, een Grammy, een Oscar en een Tony heeft gewonnen. Hij is de jongste, deed het als snelste (10 jaar) en in 2018 werd hij de enige persoon die alle awards meerdere keren had gewonnen. Hij werkt vaak samen met zijn vrouw, tekstschrijfster Kristen Anderson-Lopez. 

## Composities

### Voor film/televisie
- Wonderpets - 2005-2006
- Scrubs - 2007 (eenmalige musical-aflevering)
- Phineas and Ferb - 2009 (2 nummers)
- Winnie de Poeh - 2011
- South Park - 2011 (Aflevering 'Broadway Bro Down)
- The Simpsons - 2012 (1 nummer)
- Frozen - 2013
- Mystery Science Theatre 3000 - 2017-heden
- Frozen II - 2019
- WandaVision - 2021
- Agatha All Along - 2024

### Voor Theater
- Avenue Q - 2003
- Finding Nemo - 2007 (musical-versie van de film)
- The Book of Mormon - 2011
- Frozen - 2018 (musical-versie van de film)

## Prijs
Voor de serie WandaVision schreef Lopez samen met Kristen Anderson-Lopez meerdere liedteksten, waaronder het nummer Agatha All Along. Met dit nummer wisten zij in september 2021, tijdens de 73e editie van Primetime Creative Arts Emmy Awards, een Emmy Award te winnen in de categorie Outstanding Original Music and Lyrics.
- Bibliothèque nationale de France: cb16952942g (data)
- Gemeinsame Normdatei: 1011515393
- International Standard Name Identifier: 0000 0000 4453 6617
- Library of Congress Control Number: no2005056459
- MusicBrainz: f2093a7e-2d1d-4a23-aead-37415cf28448
- Bibliotheek van het Japanse parlement: 001175271
- Nationale Bibliotheek van Tsjechië: xx0257816
- Nationale Bibliotheek van Israël: 987007411953505171
- Nederlandse Thesaurus van Auteursnamen: 288882636
- Virtual International Authority File: 63742954
- WorldCat: E39PBJtGXWfvKq3kTjcwPYBQMP